# デル・マクーリー
デル・マクーリー（Del McCoury) ことデラノ・フロイド・マクーリー（Delano Floyd McCoury、1939年2月1日 - ）は、アメリカ合衆国のブルーグラス・ミュージシャン。
ペンシルベニア州ヨーク生まれ。2人の息子、マンドリン奏者のロニー・マクーリーとバンジョー奏者のロビー・マクーリーの所属するデル・マクーリー・バンドのリーダーでリード・ヴォーカル兼ギター奏者である。
2010年6月、全米芸術基金からの特別功労賞であるナショナル・ヘリテージ・フェローシップ を受賞し、2011年、国際ブルーグラス・ミュージック殿堂に選ばれた。

## 経歴
マクーリーはブルーグラス界で長い経歴を持つ。当初はバンジョー奏者として雇われたが、1963年、ビル・モンローのバンドであるブルー・グラス・ボーイズでリード・ヴォーカルとリズム・ギターとして彼が初登場したのは『グランド・オール・オープリー』の舞台であった。1964年、メリーランド州、バージニア州、ペンシルベニア州でアマチュア・ミュージシャンを続けつつ、建築や伐採など数々のアルバイトを始めるまでゴールデン・ステート・ボーイズで短期間演奏していた。
1980年代、息子達が一緒に演奏するようになった。1990年代、フィドル奏者のタッド・マークスとベース奏者のマイク・ブラントレーがマクーリーのバンドに加入。マクーリーのバンドは全米に広くツアー公演するようになった。その後、彼らが注目されるようになったテネシー州ナッシュビルに拠点を移した。1992年、フィドル奏者のジェイソン・カーター、ベース奏者のマイク・バブが加入。2005年、ベース奏者のアラン・バートラムが加入。2003年10月、マクーリーはグランド・オール・オープリーのメンバーとなった。
2009年5月3日、ピート・シーガーの90歳の誕生日を祝うマディソン・スクエア・ガーデンで行なわれた『The Clearwater Concert 』に出演し、多数のミュージシャンと共演した。
マクーリーは何度か共演し、彼の曲をカヴァーしたフィッシュなど多数のバンドに影響を与えた。ザ・ストリング・チーズ・インシデント、Donna the Buffalo と共演し、Steve Earle と共にレコーディングを行なった。また彼はラヴィン・スプーンフル、トム・ペティ、Richard Thompson など様々なアーティストの曲をカヴァーした。ボナルー・フェスティバル、High Sierra Music Festival 、Hardly Strictly Bluegrass 、Newport Folk Festival などの音楽フェスティヴァルにも出演している。テレビでは『レイト・ナイト・ウィズ・コナン・オブライエン』、『レイト・ショー・ウィズ・デイヴィッド・レターマン』などに出演。彼の熱心なファンは「Del-Heads 」と呼ばれる。
2009年10月、デル・マクーリー・バンドはコンサート直後にファンによるカヴァーをUSBメモリで募集した。
2010年6月、全米芸術基金からフォークおよび伝統芸能の分野で25,000ドルと共に特別功労賞を得た。

## デルフェスト
2008年からメリーランド州カンバーランドのAllegany County Fairgrounds で毎年ブルーグラス・フェスティヴァル『デルフェスト』を開催。デル・マクーリー・バンドはフェスティヴァル開催期間中毎晩出演する。
2012年5月、第5回デルフェストが開催され、スティーヴ・マーティン with Steep Canyon Rangers 、Yonder Mountain String Band 、Leftover Salmon 、Infamous Stringdusters 、Railroad Earth 、Béla Fleck 、サム・ブッシュなど多くがブルーグラスを演奏した。彼らの多くはこれ以前のフェスティヴァルにも出演していた。
これまでPeter Rowan 、David Grisman 、Jesse McReynolds 、The Avett Brothers 、Old Crow Medicine Show 、Psychograss などが出演した。

## 受賞歴
国際ブルーグラス・ミュージック協会賞をこれまで31回受賞。うち4年連続計9回Entertainer of the Year を受賞し、男性ヴォーカリスト賞を4回受賞した。2004年、アルバム『It's Just The Night 』がグラミー賞の最優秀ブルーグラス・アルバム賞にノミネートされ、2006年、アルバム『The Company We Keep 』が同部門でグラミー賞を初受賞した。

### ナショナル・ヘリテージ・フェローシップ
2011年、国立芸術基金(NEA)の人間国宝に相当するナショナル・ヘリテージ・フェローシップを受賞した。